# Small Basic
Microsoft Small Basic （マイクロソフト スモール ベーシック）はマイクロソフトの学習用プログラミング言語である。

## 概要
同社のVisual Basicと同様にBASIC言語を基に作られているが、Visual Basicはオブジェクト指向言語であり、本格的なソフトウェア開発にも使用されるのに対し、Small Basicはオブジェクト指向の概念は無く、プログラミングの入門者向けツールという位置づけである。
従来、Visual Basicもプログラミング言語の中では初心者向けと言われていたが、機能拡張も図られてきた反面、文法は複雑化し特にVB.NET以降はオブジェクト指向への対応が強化され、初心者にとってハードルが高いものとなっていった。
Small Basicでは、これらの初心者がつまづきやすい要素を排除し、容易に習得できるよう命令や文法は最低限であり、非常にシンプルにまとめられている。

## 歴史
マイクロソフトは、Small Basicに関して2008年10月にアナウンスを行い、最初の安定版を2011年7月12日にリリースした。このリリースは、MSDN（Microsoft Developer Network）上で行われ、学習用のカリキュラムや入門ガイドも同時に公開された。先のアナウンスとこの安定版のリリースの間には、多数のコミュニティーによるテクノロジープレビュー（CTP）リリースが行われている。
2015年3月27日、マイクロソフトはSmall Basicのバージョン 1.1をリリースした。このリリースはバグの修正を含むとともに、対象となる.NET Frameworkのバージョンが3.5から4.5に更新された。
その後、マイクロソフトはSmall Basicのバージョン1.2を2015年10月1日にリリースした。バージョン1.2は、4年間新機能が追加されなかったSmall Basicに対する、はじめての機能追加のアップデートとなった。このアップデートでは、同社のKinect motionセンサーのためのクラスが追加されたほか、辞書において多くの言語のサポートが追加され、バグ修正も行われた。
2019年2月19日、マイクロソフトはSmall Basic Online（SBO）をアナウンスした。これは、オープンソースソフトウェアで、GitHubにおいてMITライセンスのもとでリリースされた。